# Colorado megye
Colorado megye az Amerikai Egyesült Államokban, azon belül Texas államban található. Megyeszékhelye és legnagyobb városa Columbus. Lakosainak száma 20 557 fő (2020. április 1.). Colorado megye Austin, Wharton, Fayette és Lavaca megyékkel határos.

## Népesség
A megye népességének változása:
| Lakosok száma | 20 873 | 20 783 | 20 687 | 20 752 | 20 870 | 21 232 | 20 557 |
|               | 2010   | 2011   | 2012   | 2013   | 2015   | 2017   | 2020   |